# Nuoto ai campionati mondiali di nuoto 2019 - 200 metri stile libero femminili
La gara di nuoto dei 200 metri stile libero femminili dei campionati mondiali di nuoto 2019 è stata disputata il 23 luglio e il 24 luglio presso il Nambu International Aquatics Centre di Gwangju. Vi hanno preso parte 61 atlete provenienti da 57 nazioni.

## Podio
| Posizione | Atleta              | Nazionalità |
| --------- | ------------------- | ----------- |
| Oro       | Federica Pellegrini | Italia      |
| Argento   | Ariarne Titmus      | Australia   |
| Bronzo    | Sarah Sjöström      | Svezia      |

## Programma
| Data           | Ora (UTC+9) | Turno      |
| -------------- | ----------- | ---------- |
| 23 luglio 2019 | 10:17       | Batterie   |
| 23 luglio 2019 | 21:14       | Semifinali |
| 24 luglio 2019 | 20:17       | Finale     |

## Record
Prima della manifestazione il record del mondo e il record dei campionati erano i seguenti.
| Record mondiale       | 1'52"98 | Federica Pellegrini Italia | 29 luglio 2009 Roma, Italia |
| Record dei campionati | 1'52"98 | Federica Pellegrini Italia | 29 luglio 2009 Roma, Italia |

## Risultati

### Batterie
| Pos. | Batteria | Corsia | Atleta                   | Nazionalità                   | Tempo   | Note |
| ---- | -------- | ------ | ------------------------ | ----------------------------- | ------- | ---- |
| 1    | 5        | 5      | Sarah Sjöström           | Svezia                        | 1'55"14 | Q    |
| 2    | 5        | 3      | Siobhán Haughey          | Hong Kong                     | 1'56"02 | Q    |
| 3    | 7        | 4      | Ariarne Titmus           | Australia                     | 1'56"34 | Q    |
| 4    | 5        | 6      | Yang Junxuan             | Cina                          | 1'56"43 | Q    |
| 5    | 7        | 3      | Federica Pellegrini      | Italia                        | 1'56"81 | Q    |
| 6    | 7        | 2      | Penny Oleksiak           | Canada                        | 1'57"25 | Q    |
| 7    | 7        | 7      | Barbora Seemanová        | Rep. Ceca                     | 1'57"32 | Q    |
| 8    | 6        | 6      | Li Bingjie               | Cina                          | 1'57"59 | Q    |
| 9    | 6        | 1      | Freya Anderson           | Regno Unito                   | 1'57"68 | Q    |
| 10   | 7        | 6      | Veronika Andrusenko      | Russia                        | 1'57"77 | Q    |
| 11   | 5        | 1      | Valeriya Salamatina      | Russia                        | 1'57"98 | Q    |
| 12   | 6        | 2      | Rio Shirai               | Giappone                      | 1'58"10 | Q    |
| 13   | 6        | 5      | Charlotte Bonnet         | Francia                       | 1'58"21 | Q    |
| 14   | 6        | 3      | Allison Schmitt          | Stati Uniti                   | 1'58"73 | Q    |
| 15   | 6        | 8      | Valentine Dumont         | Belgio                        | 1'59"11 | Q    |
| 16   | 6        | 7      | Chihiro Igarashi         | Giappone                      | 1'59"18 | Q    |
| 17   | 5        | 2      | Katinka Hosszú           | Ungheria                      | 1'59"44 |      |
| 18   | 7        | 1      | Holly Hibbott            | Regno Unito                   | 1'59"60 |      |
| 19   | 6        | 0      | Erika Fairweather        | Nuova Zelanda                 | 1'59"68 |      |
| 20   | 7        | 8      | Elisbet Gámez            | Cuba                          | 2'00"33 |      |
| 21   | 5        | 0      | Aleksandra Polańska      | Polonia                       | 2'00"34 |      |
| 22   | 5        | 8      | Katja Fain               | Slovenia                      | 2'00"38 |      |
| 23   | 4        | 4      | Quah Ting Wen            | Singapore                     | 2'00"39 |      |
| 24   | 4        | 3      | Marlene Kahler           | Austria                       | 2'00"56 |      |
| 25   | 7        | 0      | Maria Ugolkova           | Svizzera                      | 2'00"74 |      |
| 26   | 4        | 2      | Julia Hassler            | Liechtenstein                 | 2'00"99 |      |
| 27   | 4        | 6      | Natthanan Junkrajang     | Thailandia                    | 2'01"86 |      |
| 28   | 4        | 1      | Monique Olivier          | Lussemburgo                   | 2'01"96 |      |
| 29   | 4        | 9      | Ieva Maļuka              | Lettonia                      | 2'02"38 |      |
| 30   | 7        | 9      | Rebecca Meder            | Sudafrica                     | 2'02"70 |      |
| 31   | 5        | 7      | Joanna Evans             | Bahamas                       | 2'02"76 |      |
| 32   | 5        | 9      | Jo Hyun-ju               | Corea del Sud                 | 2'03.16 |      |
| 33   | 4        | 7      | Aleksa Gold              | Estonia                       | 2'03"30 |      |
| 34   | 6        | 9      | Nicole Oliva             | Filippine                     | 2'04"26 |      |
| 35   | 4        | 0      | María Álvarez            | Colombia                      | 2'05"28 |      |
| 36   | 3        | 5      | Gabriela Santis          | Guatemala                     | 2'05"36 |      |
| 37   | 4        | 5      | Emily Gantriis           | Danimarca                     | 2'05"44 |      |
| 38   | 3        | 3      | Elan Daley               | Bermuda                       | 2'05"47 |      |
| 39   | 3        | 6      | Amanda Alfaro            | Costa Rica                    | 2'06"60 |      |
| 40   | 3        | 4      | Sara Pastrana            | Honduras                      | 2'06"76 |      |
| 41   | 4        | 8      | Snæfríður Jórunnardóttir | Islanda                       | 2'07"43 |      |
| 42   | 3        | 1      | Gabriella Doueihy        | Libano                        | 2'09"07 |      |
| 43   | 1        | 3      | Ani Poghosyan            | Armenia                       | 2'09"09 |      |
| 44   | 3        | 9      | Tiana Rabarijaona        | Madagascar                    | 2'10"21 |      |
| 45   | 3        | 2      | Paige van der Westhuizen | Zimbabwe                      | 2'11"36 |      |
| 46   | 3        | 8      | Danielle Treasure        | Barbados                      | 2'11"51 |      |
| 47   | 3        | 0      | Nicole Frank             | Uruguay                       | 2'11"56 |      |
| 48   | 2        | 4      | Gaurika Singh            | Nepal                         | 2'13"00 |      |
| 49   | 1        | 6      | Leedia Al-Safadi         | Giordania                     | 2'13"19 |      |
| 50   | 2        | 5      | Anđela Antunović         | Montenegro                    | 2'13"62 |      |
| 51   | 2        | 2      | Abiola Ogunbanwo         | Nigeria                       | 2'15"44 |      |
| 52   | 2        | 3      | Natalia Kuipers          | Isole Vergini Americane       | 2'15"45 |      |
| 53   | 3        | 7      | Elizaveta Rogozhnikova   | Kirghizistan                  | 2'15"46 |      |
| 54   | 2        | 8      | Mya de Freitas           | Saint Vincent e Grenadine     | 2'15"48 |      |
| 55   | 2        | 7      | Tinatin Kevlishvili      | Georgia                       | 2'17"71 |      |
| 56   | 2        | 1      | Zaira Forson             | Ghana                         | 2'18"74 |      |
| 57   | 2        | 6      | Olivia Fuller            | Antille Olandesi              | 2'19"71 |      |
| 58   | 2        | 0      | Mineri Gomez             | Guam                          | 2'23"73 |      |
| 59   | 2        | 9      | Judith Meauri            | Papua Nuova Guinea            | 2'25"42 |      |
| 60   | 1        | 5      | Jin Ju Thompson          | Isole Marianne Settentrionali | 2'32"35 |      |
| 61   | 1        | 4      | Charissa Panuve          | Tonga                         | 2'33"31 |      |

### Semifinali
| Pos. | Semifinale | Corsia | Atleta              | Nazionalità | Tempo   | Note |
| ---- | ---------- | ------ | ------------------- | ----------- | ------- | ---- |
| 1    | 2          | 3      | Federica Pellegrini | Italia      | 1'55"14 | Q    |
| 2    | 2          | 5      | Ariarne Titmus      | Australia   | 1'55"36 | Q    |
| 3    | 1          | 4      | Siobhán Haughey     | Hong Kong   | 1'55"58 | Q    |
| 4    | 2          | 4      | Sarah Sjöström      | Svezia      | 1'55"70 | Q    |
| 5    | 1          | 1      | Yang Junxuan        | Cina        | 1'55"99 | Q    |
| 6    | 2          | 1      | Charlotte Bonnet    | Francia     | 1'56"19 | Q    |
| 7    | 1          | 3      | Penny Oleksiak      | Canada      | 1'56"41 | Q    |
| 8    | 1          | 7      | Rio Shirai          | Giappone    | 1'56"82 | Q    |
| 9    | 2          | 6      | Barbora Seemanová   | Rep. Ceca   | 1'57"16 |      |
| 10   | 2          | 7      | Valeriya Salamatina | Russia      | 1'57"25 |      |
| 11   | 1          | 6      | Li Bingjie          | Cina        | 1'57"30 |      |
| 12   | 2          | 2      | Freya Anderson      | Regno Unito | 1'57"51 |      |
| 13   | 1          | 2      | Veronika Andrusenko | Russia      | 1'57"65 |      |
| 14   | 1          | 5      | Allison Schmitt     | Stati Uniti | 1'58"27 |      |
| 15   | 2          | 8      | Valentine Dumont    | Belgio      | 1'58"78 |      |
| 16   | 1          | 8      | Chihiro Igarashi    | Giappone    | 1'58"97 |      |

### Finale
| Pos. | Corsia | Atleta              | Nazionalità | Tempo   | Note                                  |
| ---- | ------ | ------------------- | ----------- | ------- | ------------------------------------- |
|      | 4      | Federica Pellegrini | Italia      | 1'54"22 |                                       |
|      | 5      | Ariarne Titmus      | Australia   | 1'54"66 |                                       |
|      | 6      | Sarah Sjöström      | Svezia      | 1'54"78 |                                       |
| 4    | 3      | Siobhán Haughey     | Hong Kong   | 1'54"98 |                                       |
| 5    | 2      | Yang Junxuan        | Cina        | 1'55"43 | Miglior prestazione mondiale under 20 |
| 6    | 1      | Penny Oleksiak      | Canada      | 1'56"59 |                                       |
| 7    | 7      | Charlotte Bonnet    | Francia     | 1'56"95 |                                       |
| 8    | 8      | Rio Shirai          | Giappone    | 1'57"14 |                                       |